# Guo Yufang
Guo Yufang (Chinois : 郭裕芳 ; pinyin : Guō Yùfāng), née le 15 mars 1999, est une coureuse cycliste chinoise, spécialisée dans les disciplines de vitesse sur piste. Elle est notamment vice-championne du monde de vitesse par équipes en 2022.

## Biographie
Le 26 juin 2024, avec Yuan Liying et Bao Shanju, elle établit un nouveau record du monde sur la vitesse par équipes en 45,478 secondes. Le record est battu au vélodrome du centre sportif de Luoyang, en Chine, dans le cadre de la China Track League 2024. La compétition s'est calquée sur le processus des Jeux olympiques de Paris en invitant, entre autres, des arbitres internationaux et des contrôleurs antidopage.

## Palmarès

### Jeux olympiques
- Paris 2024
  - 6e de la vitesse par équipes

### Championnats du monde
| Édition / Épreuve              | 500 mètres | Keirin | Vitesse individuelle | Vitesse par équipes |
| Aigle 2016 (juniors)           | Argent     | Bronze | Argent               | Bronze              |
| Apeldoorn 2018                 |            |        | 27e                  |                     |
| Pruszkow 2019                  | 18e        |        |                      | 8e                  |
| Saint-Quentin-en-Yvelines 2022 | Bronze     |        |                      | Argent              |
| Glasgow 2023                   |            |        |                      | Bronze              |

### Coupe du monde
- 2017-2018
  - 2e de la vitesse par équipes à Santiago
  - 3e de la vitesse par équipes à Manchester

### Coupe des nations
- 2022
  - 1re de la vitesse par équipes à Cali (avec Yuan Liying et Zhang Linyin)
  - 2e du 500 mètres à Cali
- 2023
  - 1re de la vitesse par équipes au Caire
  - 2e de la vitesse par équipes à Jakarta
- 2024
  - 2e de la vitesse par équipes à Adélaïde
  - 3e de la vitesse par équipes à Hong Kong

### Championnats d'Asie
- Nilai 2018
  -  Championne d'Asie de vitesse par équipes (avec Zhong Tianshi et Song Chaorui)
- Jakarta 2019
  -  Championne d'Asie de vitesse par équipes (avec Zhong Tianshi et Lin Junhong)
- Nilai 2023
  -  Championne d'Asie de vitesse par équipes (avec Bao Shanju et Yuan Liying)
- Nilai 2025
  -  Championne d'Asie de vitesse par équipes (avec Bao Shanju et Luo Shuyan)
  -  Médaillée d'argent de la vitesse
  -  Médaillée de bronze du keirin

### Jeux asiatiques
- Hangzhou 2022
  -  Médaillée d'or de la vitesse par équipes